# 国鉄6600形蒸気機関車

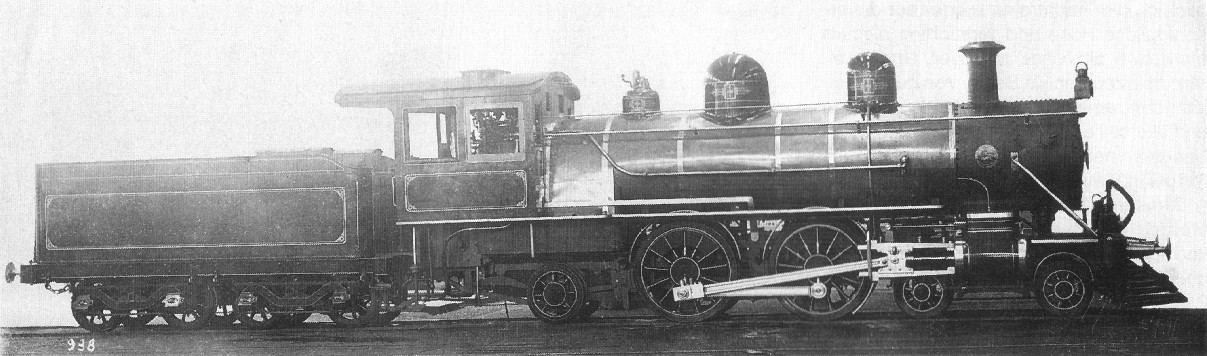

6600形は、かつて日本国有鉄道（国鉄）の前身である鉄道院、鉄道省に在籍していた旅客列車牽引用のテンダー式蒸気機関車で、もとは日本鉄道が1897年（明治30年）にアメリカのボールドウィン社から輸入したものである。
日本唯一の4-4-2(2B1)アトランティック型車軸配置を持つテンダー機関車として知られる。

## 概要
日本鉄道が海岸線（現在の常磐線）開業用に用意したもので、常磐炭田から産出される熱量の小さい低質炭を燃料として使用することを前提とし、ボイラーの火室を従輪上に置くことで、火格子面積を拡大することを目的としたものである。この設計思想は、同時期に輸入された日本初のミカド型車軸配置(2-8-2/1D1)を持つ9700形と共通し、スタイルも同調している。炭水車は、2軸ボギー台車を2組持つ4軸式である。メーカー種別では、10-26 1/4C。
本形式は24両が製造され、日本鉄道ではBbt2/5形（506 - 529）と称された。このうち506，508，510，517，529の5両は、さらに火室の幅を広くしたウッテン火室に改造され、伝熱面積が拡大されている。
1906年（明治39年）、日本鉄道は国有化され、本形式も官設鉄道に籍を移した。しばらくの間は、私鉄時代の形式番号のまま使用されたが、1909年（明治42年）に制定された鉄道院の車両形式称号規程により、6600形（6600 - 6623）に改められた。この際、ウッテン火室（燃焼室）を持つ5両は末尾の6619 - 6623とされ、残りは旧番号順に6600 - 6618とされている。1913年（大正2年）には、盛岡工場でウッテン火室の6619が通常の広火室に改造されている。
使用は一貫して常磐線で、水戸、平、原ノ町、一ノ関庫に配置され、旅客列車の牽引にあてられたが、国有化後は過熱式の高性能機関車の登場や使用石炭の均質化により、広火室は重視されなくなり、1925年（大正14年）4月及び5月に全車が廃車された。

### ミキ1形
1925年（大正14年）4月下旬に廃車された車両のうち8両分の炭水車を2両ずつ一組にして、30 t積水運車に改造されオミ310形（オミ310 - オミ313）と定められたが、1928年（昭和3年）5月の車両称号規程改正にてミキ1形（ミキ1 - ミキ4）に改番された。
オミ310形の落成当時の水運車の積載荷重は大半が10 t積みであり、本形式は最大積載荷重形式でありその後も本形式を上回る形式は存在していない。例えば8620形蒸気機関車炭水車水量は約13 tのため2両分を本形式車1両で満水にできる量である。改造工事は小倉工場にて行われ落成後全車門司鉄道局へ配属された。1953年（昭和28年）10月3日に最後まで在籍したミキ3が廃車となり同時に形式消滅となった。

## 主要諸元
「/」の前は6600 - 6618、後は6619 - 6623（ウッテン火室改造機）の諸元
- 全長（連結面間）：16,701mm
- 全高：3,734mm
- 軌間：1,067mm
- 車軸配置：4-4-2(2B1) - アトランティック
- 動輪直径：1,422mm
- 弁装置：スチーブンソン式アメリカ形
- シリンダー（直径×行程）：406mm×559mm
- ボイラー圧力：12.7kg/cm2
- 火格子面積：2.79m2
- 全伝熱面積：144.6m2 / 101.5m2
  - 煙管蒸発伝熱面積：135.8m2 /90.8m2
  - 火室蒸発伝熱面積：8.7m2 / 10.8m2
- ボイラー水容量：5.0m3
- 小煙管（直径×長サ×数）：50.8mm×4,505mm×189本 / 57mm×4,222mm×188本
- 機関車運転整備重量：45.84t
- 機関車空車重量：40.00t
- 機関車動輪上重量（運転整備時）：27.61t
- 機関車動輪軸重（最大・第2動輪上）：13.82t
- 炭水車運転整備重量：30.11t
- 炭水車空車重量：13.54t
- 水タンク容量：11.35m3
- 燃料積載量：5.49t
- 機関車性能
  - シリンダ引張力：6,990kg / 6,390kg
- ブレーキ装置：手ブレーキ、真空ブレーキ